# بیماری‌های ذخیره گلیکوژن
بیماریهای ذخیره گلیکوژن (به انگلیسی: Glycogen Storage Diseas) جزء ناهنجاری‌های متابولیسم کربوهیدرات هستند.

## علائم
این دسته از بیماری‌ها با ذخیره گلیکوژن، بزرگی کبد، کاهش گلوکز خون یا اختلال عملکرد عضو مبتلا (بیماری کبد، آسیب عضلانی) تظاهر می‌کنند. علائم بر اساس نقص آنزیمی (که اغلب خاص عضو مبتلاست) بوده و ممکن است به‌طور اولیه کبدی (انواع یک، سه B, چهار، شش و نه)، عضلانی (انواع پنج و هفت)، یا مخلوطی از این دو (انواع دو و سه A) باشند.

## الگوی توارث
همه انواع بیماری‌های ذخیره گلیکوژن بجز برخی از اشکال نوع شش (که از نوع وابسته به X)می‌باشد، از نظر توارث ژنتیکی اتوزوم مغلوب هستند.

## میزان بروز
بروز تجمعی این دسته از بیماری‌ها تقریباً یک مورد در هر ۲۰ هزار تولد زنده می‌باشد.

## تشخیص
تشخیص این نقائص توسط بیوپسی و بررسی‌های آنزیمی تأیید می‌گردد. انجام آزمون‌های چالش اختصاصی (جهت فروکتوز، گالاکتوز، گلوکز و گلوکاگون) فقط در موارد استثنایی لازم است. نظر به اینکه گلیکوژن به‌طور معمول در کبد و عضله ذخیره می‌شود، اغلب در گلیکوژنوزهای کلاسیک این اعضاء مبتلا می‌شوند. تنها استثناء در این مورد بیماری پومپه یا گلیکوژنوز نوع دو می‌باشد. در این بیماری که از انواع بیماری‌های ذخیره لیزوزومی است علائم عمده مربوط به گرفتاری قلب بوده و اشکالی در ارتباط با تجمع کبدی گلیکوژن وجود ندارد. از آنجایی که متابولیسم کبدی گلیکوژن جهت هموستاز گلوکز اساسی است، انواع گلیکوژنوزهای کبدی معمولاً با کاهش گلوکز خون تظاهر می‌کنند. از طرف دیگر چون گلیکوژن عضله به هنگام انقباض برای تولید آدنوزین تری فسفات مصرف می‌شود، انواع گلیکوژنوزهای عضله با کرامپهای عضلانی، ضعف، سفتی عضله یا رابدومیولیز بروز می‌کنند. از نقائص اختصاصی در آنزیمهای تجزیه‌کننده گلیکوژن، هشت نوع مجزا از گلیکوژنوزها شناخته شده‌اند.